# 2006-os Fonogram díj átadása
A 2006-os Fonogram-díjkiosztót 2006. január 21-én tartották a Budapest Kongresszusi Központban.
A gálaest fellépői voltak: Arash, a t.A.T.u, a Balkan Fanatik, a NOX, a Kistehén Tánczenekar, Ákos, a Depresszió, a Junkies, a Hooligans, Tóth Vera, Caramel, a Groovehouse és a Crystal.

## Az év hazai rockalbuma
Zorall – Randalíra (FF Film & Music)
- Disco Express – Ahh...MERICA (Magneoton)
- Hooligans – Vírus (EMI)
- Kowalsky meg a Vega – Vegasztár (Rock Hard)
- Roy & Ádám – Fullánk (Sony BMG)

## Az év külföldi rockalbuma
Foo Fighters – In Your Honor (Sony BMG)
- Bon Jovi – Have A Nice Day (Universal Music)
- HIM – Dark Light (Warner Music)
- Rolling Stones – A Bigger Bang (EMI)
- The Rasmus – Hide From The Sun (Universal Music)

## Az év hazai modern rock albuma
Quimby – Kilégzés (Tom-Tom Records)
- Junkies – Szép új világ (Magneoton)
- Kentaur – Urban Stigma (Magneoton)
- Torres Dani és a Veni Styx – Versus (Sony BMG)
- Zanzibar – Új napra ébredsz (EMI)

## Az év külföldi modern rock albuma
System of a Down – Mezmerize (Sony BMG)
- Coldplay – X & Y (EMI)
- Franz Ferdinand – You Could Have It So Much Better (Neon Music)
- Green Day – Bullet In A Bible (Warner Music)
- Rammstein – Rosenrot (Universal Music)

## Az év hazai popalbuma
NOX – Ragyogás (Universal Music)
- Caramel – Nyugalomterápia (Tom-Tom Records)
- Gáspár Laci – Bárhol jársz (EMI)
- Kistehén Tánczenekar – Csintalan (Twelve Tones)
- Oláh Ibolya – Édes méreg (Sony BMG)

## Az év külföldi popalbuma
Gwen Stefani – Love. Angel. Music. Baby. (Universal Music)
- Black Eyed Peas – Monkey Business (Universal Music)
- Gorillaz – Demon Days (EMI)
- Madonna – Confessions On A Dance Floor (Warner Music)
- Robbie Williams – Intensive Care (EMI)

## Az év hazai dance- vagy elektroalbuma
Yonderboi – Splendid Isolation (CLS Records)
- Copy Con – Szolnok City (Chameleon)
- DJ Newl & Jay Cortez – Just a Noise (CLS Records)
- Draft – Átutazó (Magneoton)
- Erős vs. Spigiboy – Repeat (Dancemix/ Private Moon)

## Az év külföldi dance- vagy elektroalbuma
Bodyrockers – Bodyrockers (Universal Music)
- Deep Dish – George Is On (CLS Records)
- Depeche Mode – Playing the Angel (EMI)
- Röyksopp – The Understanding (EMI)
- The Chemical Brothers – Push The Button (EMI)

## Az év hazai hagyományos szórakoztatózenei albuma
Márió – Velencei nyár (EMI)
- Irigy Hónaljmirigy – Retro Klub (CLS Records)
- Matyi és a hegedűs – Lottó (EMI)
- Rony – Álmok és vágyak (Magneoton)
- Zserbó – A Nagy Zserbó lemez (Sony BMG)

## Az év hazai rap- vagy hiphopalbuma
Dopeman és Kicsi Dope – Alias Pityinger fiúk (Magneoton)
- Animal Cannibals – Nincs határ (Magneoton)
- Bëlga – 3. (1G)
- Ganxsta Zolee és a Kartel – Szabad a gazda (Private Moon)
- L.L. Junior – Falak (Magic World Media)

## Az év külföldi rap- vagy hiphopalbuma
Kanye West – Late Registration (Universal Music)
- 50 Cent – The Massacre (Universal Music)
- Akon – Trouble (Universal Music)
- Mattafix – Signs Of a Struggle (EMI)
- Sean Paul – The Trinity (Warner Music)

## Az év hazai jazzalbuma
Szalóki Ági – Hallgató (Folkeurópa)
- Dés László – Utcazene (Tom-Tom Records)
- Dés László – Balázs Elemér Quartet és a Voices 4 Ensemble – Contemporary Gregorian (Sony BMG)
- Szendőfi Péter – TriAngel (Tom-Tom Records)
- Winand Gábor – Different Garden (BMC Records)

## Az év hazai world music albuma
Vegyes előadók, szerző: Bizek Emi – Világfalu (EMI)
- Amorf Ördögök – Fapados űrutazás (Mama Records)
- Lakatos Róbert és a RÉV – Hajnalodik (Folkeurópa)
- Makám – Almanach (Folkeurópa)

## Az év hazai gyermekalbuma
Szabó Gyula – A nagy mesemondó (Fortuna Records/Zeneker Kiadó)
- Ghymes – Csak a világ végire... (Rock Hard)
- Halász Judit – Hívd a nagymamát (EMI)
- Pinokkió – Az én albumom (EMI)
- Varró-Presser – Túl a maszat-hegyen (Sony BMG)

## Az év hazai filmzenealbuma
Filmzene – Fej vagy írás (Tom-Tom Records)
- Filmzene – Állítsátok meg Terézanyut! (LazloCo)
- Filmzene – Egy szoknya, egy nadrág (Magneoton)
- Filmzene – Nyócker (Private Moon)
- Filmzene – Sorstalanság (EMI)

## Az év külföldi filmzenealbuma
Filmzene – Madagascar (Universal Music)
- Filmzene – Desperate Housewives (EMI)
- Filmzene – Shrek 2. (Universal Music)
- Filmzene – Star Wars III. (Sony BMG)
- Filmzene – The Phantom Of The Opera (Sony BMG)

## Az év hazai felfedezettje
Caramel (Tom-Tom Records/Universal Music)
- CH.I.P (CLS Records)
- Pál Tamás (Sony BMG)
- Torres Dani (Sony BMG)
- Tóth Gabi (Magneoton)

## Az év hazai dala
Kistehén Tánczenekar – Szájbergyerek (Twelve Tones)
- Caramel – Szállok a dallal (Universal Music)
- NOX – Forogj, világ! (Universal Music)
- Oroszlán Szonja feat. Bebe & Back II Black – Micsoda nő ez a férfi (Magneoton)
- Zsédenyi Adrienn – Motel (Magneoton)